# 特姆維克 (北達科他州)
特姆維克（英語：Temvik）是位於美國北達科他州埃蒙斯縣的非建制地區。

## 歷史
特姆維克的郵局於1911年設立，其後於1968年停運。

## 地理
特姆維克所處的海拔為高於海平面591米（即1939英呎），而該地所採用的時區為UTC-6，即北美中部时区（CST）。同時該地設有夏令時間，為UTC-6調快一小時，即UTC-5（CDT）。